# Gabriele Maria Visconti
Gabriele Maria Visconti (1385 – 15 dicembre 1408) fu figlio illegittimo del Duca di Milano Gian Galeazzo Visconti; fu Signore di Pisa dal 1402 al 1405, di Crema dal 1402 al 1403 e di Sarzana dal 1402 al 1408.

## Biografia
Gabriele Maria Visconti nacque illegittimo nel 1385 dalla relazione di Gian Galeazzo Visconti, duca di Milano, con Agnese Mantegazza. Alla morte del padre nel 1402, quando aveva appena sedici anni, ereditò la Signoria su Pisa ed altri territori limitrofi; ebbe inoltre in eredità la Signoria su Crema e su Sarzana. Tutte queste signorie gli venivano assegnate in appannaggio come vassallo del fratellastro legittimo e nuovo Duca di Milano, Giovanni Maria Visconti, a quel tempo quattordicenne e perciò sotto la reggenza della madre Caterina Visconti.
Nel 1405-1406 il giovane duca di Milano, Giovanni Maria, si trovava in difficoltà dopo l'allontanamento e la morte della madre, perciò richiese aiuto al fratellastro Gabriele Maria. Gli affidò quindi il governo della città, ma lo stesso Gabriele Maria, in disaccordo con Giovanni, abbandonò ben presto Milano.
I Fiorentini, nemici giurati di Gian Galeazzo, appena dopo la sua morte inviarono le loro armate contro i territori di Pisa e Siena, ma questi eserciti, impegnati a razziare solo le campagne, non seppero impedire al giovane Gabriele Maria di scendere in Toscana, entrare in Pisa e prenderne ufficialmente possesso. Nel frattempo i domini viscontei si stavano sfaldando sotto le mire di diverse potenze e di vari signorotti locali, che si impadronirono delle diverse città sfuggite al governo della duchessa Caterina. Tra queste vi fu anche Crema, appannaggio personale di Gabriele Maria, della quale nel 1403 si insignorirono i Benzoni.
I Fiorentini intanto mantenevano le loro mire su Pisa e cercarono di sfruttare il malcontento provocato nella popolazione da Gabriele Maria il quale, dopo avere imposto nuove tasse, aveva mandato a morte alcuni ricchi cittadini per impadronirsi dei loro beni, dopo averli accusati di congiurare contro di lui. Nel gennaio del 1404 Firenze mandò perciò contro Pisa un corpo di cavalleria ed alcune compagnie di fanti, ma questo piccolo esercito trovò la città ben difesa e perciò dovette ritirarsi.
Gabriele Maria Visconti, temendo che i Fiorentini tornassero con forze maggiori, chiese aiuto ai Francesi. In quel periodo in Italia si trovava infatti il celebre Jean II Le Meingre, detto Boucicaut, che governava la Repubblica di Genova per il Re di Francia. Il Visconti ottenne l'aiuto sperato dichiarandosi vassallo del Re di Francia e promettendo il tributo annuo di un cavallo e di un falcone. Dopo questo atto il Boucicaut intimò ai Fiorentini di ritirare ogni minaccia su Pisa e non avendo l'intimazione avuto alcun effetto, fece imprigionare tutti i mercanti fiorentini che si trovavano a Genova, facendo anche sequestrare tutte le loro mercanzie. Firenze non desiderava attirarsi l'ira del re di Francia, perciò stipulò col governatore di Genova e con Gabriele Maria stesso una tregua di quattro anni, che prevedeva la cessione di Livorno a Firenze, dietro lauto compenso, quindi i Fiorentini si volsero a punire i feudatari toscani che, durante la guerra contro Gian Galeazzo, si erano schierati in favore di quest'ultimo.
Firenze però continuava a volere il possesso di Pisa. I Fiorentini perciò, pur mantenendo fede ai patti della tregua, alimentarono le difficoltà in cui si dibatteva il Boucicaut, odiato dai Genovesi per l'esoso governo, con la speranza di trarne profitto. Dal canto suo il Boucicaut non si sentiva troppo sicuro a Genova e desiderando di ottenere l'alleanza di Firenze, indusse Gabriele Maria Visconti a trattare con la sua mediazione con i Fiorentini, per vender loro Pisa stessa. Perciò di lì a poco si aprì il cosiddetto "mercato di Pisa", secondo un'espressione dell'epoca. Le trattative furono iniziate segretamente a Genova e continuate a Vico Pisano. Avutone sentore, i Pisani presero le armi contro il loro signore e lo costrinsero a rifugiarsi nella fortezza della città (21 luglio 1405). Malgrado ciò il Visconti proseguì le trattative e si accordò con Firenze per la cessione delle fortezze e castelli in suo potere, inoltre vendette anche tutti i suoi diritti quale signore di Pisa, riservandosi solo il possesso di Sarzana e di altre terre della Lunigiana.
Nel frattempo si ebbe l'intervento di Boucicaut, che giunse a Pisa con due galee e trecento uomini; non è chiaro se per un malinteso, o per un agguato, una delle navi fu abbordata appena entrata in Arno, e l'equipaggio preso prigioniero. Boucicaut allora si ritirò, non desiderando scatenare una guerra su vasta scala, per la quale probabilmente non avrebbe potuto contare sull'aiuto della Francia. Firenze acquistò dunque la signoria di Pisa da Gabriele Maria (nel frattempo ritiratosi a Sarzana) per 200 000 fiorini d'oro (di cui tre quinti andarono a Boucicaut, il resto al Visconti); acquisendo la città, col suo porto, Firenze ebbe un proprio accesso al mare, potendo quindi entrare in concorrenza con Genova, ma il passaggio a Firenze non fu ben accetto a Pisa, dove scoppiò nuovamente un'insurrezione, alla quale i fiorentini risposero ponendo l'assedio, che si concluse con la conquista della città stremata.
Negli anni successivi si coagulò contro gli interessi francesi in Italia una coalizione eterogenea: i Visconti di Milano, i Malaspina della Lunigiana, Teodoro II del Monferrato, e gli esuli ghibellini di Genova, ben rappresentati anche all'interno delle mura cittadine da numerose personalità e gruppi di potere. Inizialmente Boucicaut seppe reagire con veemenza alla minaccia, agendo con feroce determinazione in ambito interno, ed esternamente muovendo guerra ai Malaspina; lo stesso Gabriele Maria Visconti, indicato in una corrispondenza come uno dei capi del complotto, fu attirato in trappola dal Boucicaut, con la promessa di saldare i suoi compensi sulla vendita di Pisa e Livorno; fu quindi da lui imprigionato con l'accusa di tradimento e poco tempo dopo messo a morte per decapitazione nel 1408.

## Discendenza
- Jacopo Visconti (1405 ca. - + post 1446), figlio naturale e legittimato dallo zio Filippo Maria duca di Milano nel 1429, investito di Tortona e Valenza nel 1429; sposò Caterina Rossi dei Conti di San Secondo.[4]

## Ascendenza
|                         |   |                              | Genitori                 |  |  | Nonni |  |  | Bisnonni         |  |  | Trisnonni         |  |
|                         |   |                              |                          |  |  |       |  |  | Stefano Visconti |  |  | Matteo I Visconti |  |
|                         |   |                              |                          |  |  |       |  |  | Stefano Visconti |  |  | Matteo I Visconti |  |
|                         |   | Bonacossa Borri              |                          |  |  |       |  |  | Stefano Visconti |  |  |                   |  |
| Galeazzo II Visconti    |   |                              |                          |  |  |       |  |  | Stefano Visconti |  |  |                   |  |
|                         |   | Valentina Doria              | Bernabò Doria            |  |  |       |  |  |                  |  |  |                   |  |
|                         |   | Valentina Doria              | Bernabò Doria            |  |  |       |  |  |                  |  |  |                   |  |
|                         |   | Valentina Doria              | Eliana Fieschi           |  |  |       |  |  |                  |  |  |                   |  |
| Gian Galeazzo Visconti  |   | Valentina Doria              |                          |  |  |       |  |  |                  |  |  |                   |  |
|                         |   | Aimone il Pacifico di Savoia | Amedeo V di Savoia       |  |  |       |  |  |                  |  |  |                   |  |
|                         |   | Aimone il Pacifico di Savoia | Amedeo V di Savoia       |  |  |       |  |  |                  |  |  |                   |  |
|                         |   | Aimone il Pacifico di Savoia | Sibilla de Baugé         |  |  |       |  |  |                  |  |  |                   |  |
| Bianca di Savoia        |   | Aimone il Pacifico di Savoia |                          |  |  |       |  |  |                  |  |  |                   |  |
|                         |   | Violante Paleologa           | Teodoro I del Monferrato |  |  |       |  |  |                  |  |  |                   |  |
|                         |   | Violante Paleologa           | Teodoro I del Monferrato |  |  |       |  |  |                  |  |  |                   |  |
|                         |   | Violante Paleologa           | Argentina Spinola        |  |  |       |  |  |                  |  |  |                   |  |
| Giovanni Maria Visconti |   | Violante Paleologa           |                          |  |  |       |  |  |                  |  |  |                   |  |
|                         | … | …                            |                          |  |  |       |  |  |                  |  |  |                   |  |
|                         | … | …                            |                          |  |  |       |  |  |                  |  |  |                   |  |
|                         | … | …                            |                          |  |  |       |  |  |                  |  |  |                   |  |
| …                       | … |                              |                          |  |  |       |  |  |                  |  |  |                   |  |
|                         |   | …                            | …                        |  |  |       |  |  |                  |  |  |                   |  |
|                         |   | …                            | …                        |  |  |       |  |  |                  |  |  |                   |  |
|                         |   | …                            | …                        |  |  |       |  |  |                  |  |  |                   |  |
| Agnese Mantegazza       |   | …                            |                          |  |  |       |  |  |                  |  |  |                   |  |
|                         |   | …                            | …                        |  |  |       |  |  |                  |  |  |                   |  |
|                         |   | …                            | …                        |  |  |       |  |  |                  |  |  |                   |  |
|                         |   | …                            | …                        |  |  |       |  |  |                  |  |  |                   |  |
| …                       |   | …                            |                          |  |  |       |  |  |                  |  |  |                   |  |
|                         |   | …                            | …                        |  |  |       |  |  |                  |  |  |                   |  |
|                         |   | …                            | …                        |  |  |       |  |  |                  |  |  |                   |  |
|                         |   | …                            | …                        |  |  |       |  |  |                  |  |  |                   |  |
|                         |   | …                            |                          |  |  |       |  |  |                  |  |  |                   |  |